# Гай Ацилій
Гай Ацилій (II ст. до н. е.) — давньоримський сенатор та історик з роду Ациліїв.

## Життєпис
Знав грецьку мову і в 155 р. до н. е. перекладав для Карнеада, Діогена Селевкійського та Крітолая, які прибули з Афін у складі посольства до сенату та римського народу.
Ацилій написав грецькою мовою історію Риму, яка охоплювала період від найдавніших часів до приблизно 184 р. до н. е. (згідно з Діонісієм Галікарнаським) і яку було опубліковано близько 142 р. до н. е. (за свідченням Тіта Лівія). Історію Ацилія цитували Плутарх, Цицерон і Діонісій. Латиною цю працю переклав Клавдій (скоріш за все це був Клавдій Квадригарій), але до наших днів дійшли тільки фрагменти. З цих фрагментів можна зробити висновок, що Гай Ацилій, як і Фабій Піктор, багато уваги приділяв питанню походження римського народу, а також церемоніям та культурним традиціям давніх римлян.